# Ludagun
Il ludagun (cinese semplificato: 驴打滚; cinese tradizionale: 驢打滾; pinyin: lǘ dǎ gǔn) è uno spuntino tradizionale cinese, originario della Manciuria, in seguito diventato famoso a Pechino.

## Origini
Le origini del ludagun si trovano in un racconto popolare. Secondo esso durante la Dinastia Qing l'imperatrice vedova Cixi, stanca del cibo imperiale, chiese allo chef reale di cucinare qualcosa di nuovo. Dopo una lunga riflessione, lo chef decise di preparare un piatto utilizzando riso appiccicoso e pasta di fagioli. Quando lo chef finì di cucinare, un giovane lasciò cadere con noncuranza il piatto nella farina di soia, ma non avendo tempo per rifarlo lo chef lo servì in questo modo a Cixi. Nonostante l'imprevisto, l'imperatrice elogiò il piatto.

## Ingredienti

### Ludagun moderno
Gli ingredienti principali sono la farina di riso appiccicosa, la pasta di fagioli rossi e la farina di soia. La ricetta varia a seconda delle regioni. La farina di riso appiccicosa viene prima mescolata con acqua calda fino a ottenere un impasto, quindi dopo essere stata cotta a vapore, viene modellata in una lunga striscia che viene ricoperta di pasta di fagioli rossi e poi di farina di soia.

### Ludagun tradizionale
A differenza di quello moderno, nel ripieno di un ludagun tradizionale c'è lo sciroppo di zucchero di canna invece della pasta di fagioli rossi. La ricetta per fare un ludagun tradizionale è stata documentata da Zhang Jiangcai (cinese semplificato:张江 裁) in "Popular Food and Goods in Yenching" (cinese semplificato: 《燕京 民间 食 货 史料》).
| Cinese semplificato | Cinese tradizionale | Pinyin | Traduzione |
| --- | --- | --- | --- |
| 驴打滚，乃用黄米粘面蒸熟，裹以红糖水为馅，滚于炒豆面中，使成球形。燕市各大庙会集市时，多有售此者。兼亦有沿街叫卖，近年则少见矣。 | 驢打滾，乃用黃米粘面蒸熟，裹以紅糖水為餡，滾於炒豆麵中，使成球形。燕市各大廟會集市時，多有售此者。兼亦有沿街叫賣，近年則少見矣。 | Lǘ dǎ gǔn, nǎi yòng huáng mǐ zhān miàn zhēng shú, guǒ yǐ hóng táng shuǐ wèi xiàn, gǔn yú chǎo dòu miàn zhōng, shǐ chéng qiú xíng. Yàn shì gè dà miào huì jí shì shí, duō yǒu shòu cǐ zhě. Jiān yì yǒu yán jiē jiào mài, jìn nián zé shǎo jiàn yǐ. | Per preparare il luadung cuocere la farina con lo sciroppo di zucchero di canna fino a ottenere un impasto, poi creare una palla, friggerla e infine arrotolarla nella farina di soia. Questo piatto viene venduto principalmente alle fiere, nei mercati dei templi o nelle strade. |

Una ricetta simile è documentata anche in una poesia chiamata "Ludagun" (cinese semplificato: 《北平 民俗 类 征》).